# Фигнер, Медея Ивановна
Меде́я Ива́новна Фи́гнер (урождённая Дзора́иде (Дзова́иде) Амедея Мей, итал. Medea Mei Figner; 4 апреля 1859, по другим сведениям 1858 или 1860, Флоренция — 8 июля 1952, Париж) — итальянская и русская певица (сопрано). Заслуженная артистка Республики (1926).
Жена оперного певца Николая Николаевича Фигнера.

## Биография
Родилась в семье бедного итальянского ремесленника. Музыкальное образование получила в Италии, поступив в 14-летнем возрасте во Флорентийскую консерваторию в класс сольного пения Альбино Бьянки, который сперва вырабатывал у неё сопрано и лишь после неудачи стал работать с юной певицей в более свойственном ей диапазоне. Позднее училась у Генриха Панофки, одновременно брала уроки пения у певицы К. Кароцци-Цукки.
После её свадьбы с Николаем Фигнером в России её называли Медея Мей-Фигнер, её имя используется в большинстве западных справочников или просто как Медея Фигнер. Кроме того, у неё было отчество Ивановна.
Яркая жизнь Медеи Фигнер была ещё и удивительно долгой. Она стала свидетельницей нескольких исторических эпох; в 1930 году покинула советскую Россию и поселилась в Париже, где и скончалась летом 1952 года, не дожив до векового юбилея лишь семь лет.

### В Италии
Впервые выступила в концерте в меццо-сопрановой партии в Реквиеме Джузеппе Верди (1875 г.). До 1877 года выступала в Турине (партия Кармен), Ницце (партия Сафо в одноимённой опере Дж. Пачини), Модене и Генуе. В 1877—1887 гг. с большим успехом гастролировала в Испании (Севилья, Барселона, Мадрид, Гренада), выступала с А. Мазини и М. Баттистини. С 1884 года — в Италии (Милан, Бергамо, Турин, Болонья; в ансамбле с Н. Фигнером пела в опере «Фаворитка» Г. Доницетти. Вместе с Ф. Таманьо гастролировала по Южной Америке.
Обладала сильным, ровным голосом обширного диапазона и мягкого тембра (верхний регистр отличался лёгким звучанием), ярким драматическим темпераментом. Большое внимание уделяла дикции, добиваясь правильного русского произношения. В работе над некоторыми партиями пользовалась советами К. Ферни-Джиральдони.

### В России
Весной 1887 года режиссёр Императорской Санкт-Петербургской Русской оперы Г. П. Кондратьев пригласил артистическую пару, ставшую столь популярной в Европе и Америке, выступить на главной оперной сцене России. Прекрасная Медея Мей, партнёрша Николая Фигнера, имела такой же оглушительный успех. Заключённый контракт имел совершенно неслыханные для России гонорары артистам: Медея Мей получила 15 тысяч, а Николай Фигнер — 25 тысяч рублей в год, по сравнению с 12 тысячами рублей в год, которые получали лучшие солисты Императорской Мариинской оперы.
8 февраля 1889 года Медея Мей стала Медеей Ивановной Фигнер и, последующие пятнадцать лет, до развода в 1904 году, «чета Фигнер» украшала собой русскую оперную сцену. Они гастролировали во многих городах — Москве, Киеве, Одессе, Тифлисе, Нижнем Новгороде, Туле, Кишинёве и за границей: в Лондоне (театр «Ковент-Гарден», 1887), Южная Америка (1903, совместно с Энрико Карузо), Японии, Берлине. Дважды в год М. И. и Н. Н. Фигнеры давали большие концерты в Петербургском здании Дворянского собрания, сборы от которых шли с благотворительной целью в пользу студенчества.
6 декабря 1894 года Медея Ивановна и Николай Николаевич были удостоены звания Солистов Его Величества.

До 1912 года Медея Мей-Фигнер была солисткой Мариинского театра в Санкт-Петербурге.

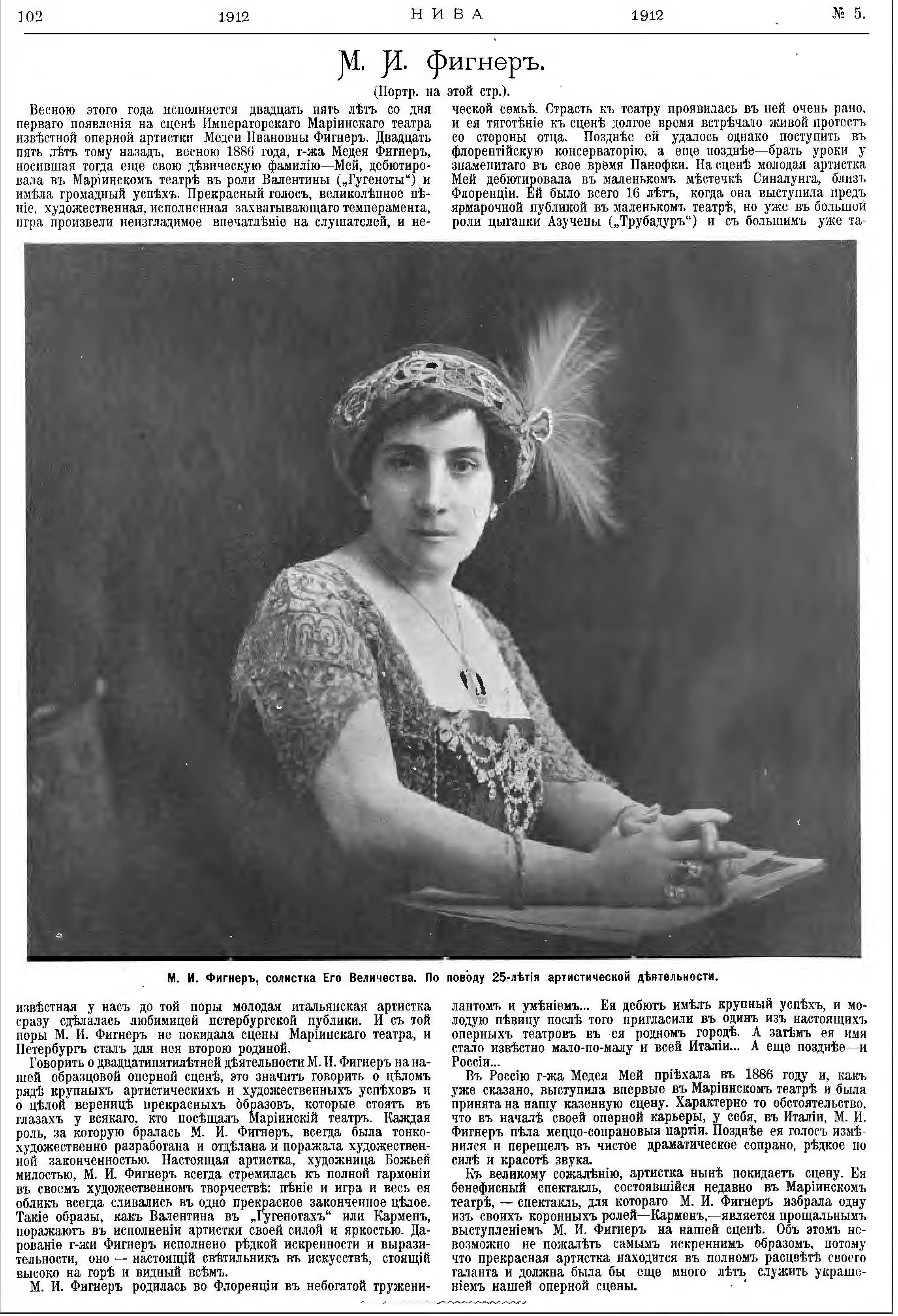
Журнал «Нива», 1912 год

 В 1923—1930 годах преподавала в Ленинграде. Была удостоена звания заслуженной артистки РСФСР. 15 ноября 1925 года состоялся последний концерт в зале Ленинградской филармонии. С 1931 года певица жила в Париже. За несколько лет до смерти в интервью французскому журналу, пребывая почти в 90-летнем возрасте, она рассказала о своих встречах с Чайковским, о «Пиковой даме» и даже напела несколько строк из арии Иоланты.

### Семья
В Италии певица оставила двоих детей, так же, как и Н. Н. Фигнер оставил своего ребёнка от предыдущего брака. Вскоре после бракосочетания у супругов Фигнер появились два мальчика — погодки Георгий и Николай — и, с перерывом в два года — две девочки, Лидия и Евгения. Повзрослев, маленькие «фигнерята», как их называли, стали появляться в ложе на спектаклях своих именитых родителей. Последние, собираясь на спектакль, распеваясь, непременно интересовались мнением своих детей о голосе, так как считали, что детское восприятие — самое непосредственное и точное.
Евгения Николаевна Фигнер (1891—1965) — младшая дочь, стала педагогом, оставила воспоминания «Ранние годы» Н. Н. Фигнер, Л., 1968 (о семье Фигнер в 1890-х-1904 гг.) стр.67-79.

## Творчество

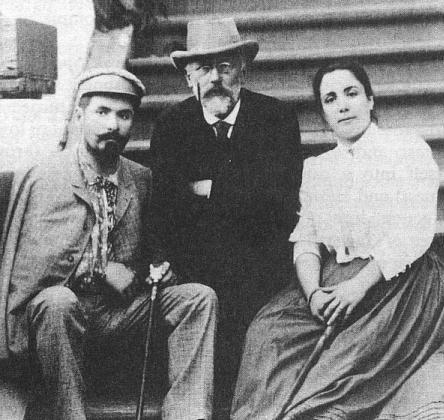
П. И. Чайковский и супруги Фигнер

Два года исполняла оперные партии на итальянском языке (партии Валентины — «Гугеноты» Дж. Мейербера; Дездемоны — «Отелло» Дж. Верди; Джоконды — «Джоконда» А. Понкьелли).
М. И. Фигнер была первой исполнительницей партий Лизы («Пиковая Дама»), Иоланты в одноимённой опере Чайковского, а также Кармен («Кармен», Ж.Бизе) на русской сцене. П. И. Чайковский до конца своей жизни оставался поклонником таланта певицы, и есть все основания полагать, что он считал воплощение артисткой ролей Лизы и Иоланты в своих операх близким к совершенству. С 1900 года выступала в вагнеровском стиле, для изучения которого ездила в Байрёйт, Дрезден и Мюнхен. Среди лучших партий следует назвать: Татьяна («Евгений Онегин», П. И. Чайковского, Иоанны («Жанна д’Арк», М. Э. Карафы), Лизы («Пиковая дама», П. И. Чайковского).

## Памятные места
В Петербурге чета Фигнер занимала большую и просторную квартиру на углу Литейного проспекта и улицы Бассейной в доме, ранее принадлежавшем А. А. Краевскому, а затем перешедшему в собственность его наследнице — дочери Ольге Андреевне Бильбасовой. В этом доме когда-то жили Н. А. Некрасов, Н. А. Добролюбов, размещались редакции русских журналов «Современник» и «Отечественные записки». Гостями радушных хозяев часто бывали К. С. Станиславский, М. Г. Савина, блестящий премьер Мариинского театра баритон Л. Г. Яковлев.

## Нумизматика
25 октября 2018 года Банк России выпустил в обращение памятную серебряную монету номиналом 3 рубля «Магия театра». В левой части монетного поля в сценическом образе изображена М. И. Фигнер — первая исполнительница партии Иоланты".